# ヤコフ・ザーク
ヤーコフ・イズライロヴィチ・ザーク（ロシア語: Я́ков Изра́илевич Зак;ウクライナ語:  Яків Ізраїлович Зак; Yakov Izrailevich Zak, 1913年11月20日 オデッサ - 1976年6月28日 モスクワ）はソヴィエト連邦のピアニスト・音楽教師。

## 概要
1913年、ウクライナのオデッサにてユダヤ系ウクライナ人の家庭に生まれる。地元の音楽学校を卒業した後、1930年から1932年にかけてオデッサ音楽院ピアノ科でマリア・スタルホヴァ(Мария Митрофановна Старкова)に師事。同時に和声などをニコライ・ヴィリンスキー(Н. Н. Вилинский; Mykola Vilinsky)について学ぶ。1932年にモスクワへ移り、1932年から1935年までモスクワ音楽院でゲンリフ・ネイガウスに師事。
1935年にデビューを果たし、1937年のショパン・コンクールにおいて優勝ならびにマズルカ賞を勝ち取ると、一躍その名が知られるようになった。1935年より母校のモスクワ音楽院の教壇に立ち、1947年には同音楽院教授、1965年には学科長に昇進した。1966年にソ連人民芸術家に選ばれた。
主要な門人に、ニコライ・ペトロフやヴァレリー・アファナシエフ、ユーリ・エゴロフらがいる。

## 録音
クルト・ザンデルリングと共演したブラームス ピアノ協奏曲第2番変ロ長調 Op.83の1949年の録音などがある。